# ブロンテ
ブロンテ（イタリア語: Bronte）は、イタリア共和国シチリア州カターニア県にある、人口約1万9000人の基礎自治体（コムーネ）。

## 地理

### 位置・広がり
カターニア県のコムーネ。県都カターニアから北西へ38kmの距離にある。

### 隣接コムーネ
隣接するコムーネは以下の通り。括弧内のENはエンナ県、MEはメッシーナ県所属を示す。
- アドラーノ
- ベルパッソ
- ビアンカヴィッラ
- カスティリオーネ・ディ・シチーリア
- チェントゥーリペ (EN)
- チェザロ (ME)
- ロンジ (ME)
- マレット
- マニアーチェ
- ニコロージ
- ランダッツォ
- サンタルフィオ
- トルトリーチ (ME)
- トロイーナ (EN)
- ザッフェラーナ・エトネーア

## 経済
グリーンピスタチオの産地で、原産地呼称制度やスローフードの認定を受けている。グリーンピスタチオはブロンテの重要な財源になっており「食べるエメラルド」や「緑の金」と呼ばれている。

## ブロンテの名・称号を持つ人物
- ホレーショ・ネルソン（初代ネルソン子爵） － イギリスの海軍提督。ナイルの海戦の勝利を記念して当時のナポリ・シチリア王フェルディナンドからブロンテ公爵に叙された。
- ブロンテ姉妹 － 19世紀イギリスの女流小説家であるシャーロット、エミリー、アンの3姉妹の姓であるブロンテは、上記のネルソンがブロンテ公爵に叙されたときに3姉妹の父であるパトリック・ブロンテが改姓したもの。